# Egeiska plattan

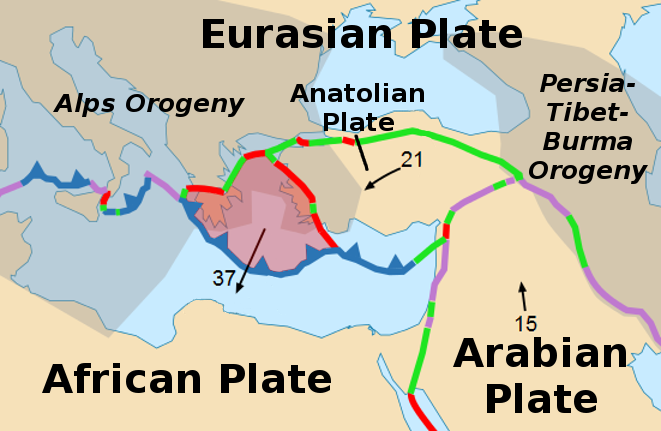
Egeiska plattan

Egeiska plattan är en liten litosfärplatta, en så kallad mikrokontinentalplatta, omfattande södra Grekland och allra västligaste Turkiet.
Plattan gränsar längst i väster mot den adriatiska plattan och i nordväst till den eurasiska kontinentalplattan, i förhållande till vilken den rör sig i sydvästlig riktning med en hastighet av ungefär 3 cm/år, med jordbävningar som följd.
I nordost gränsar den till den anatoliska plattan. Det finns de som menar att den egeiska plattan istället för att ses som en egen platta hellre bör betraktas som tillhörande en egeisk-anatoliska platta med mellanliggande deformationszon. I de fall man grupperar mindre plattor ihop med större kontinentalplattor, brukar båda dessa hänföras till den eurasiska kontinentalplattan.
I söder möts den egeiska plattan av den afrikanska kontinentalplattan, som är på väg norrut och i en subduktionszon dyker ner under den egeiska plattan med en relativ hastighet av cirka 4 cm/år, vilket orsakar upprepade jordbävningar i området.